# Fussballclub United Zürich 2017-2018
Questa voce raccoglie le informazioni riguardanti il Fussballclub United Zürich nelle competizioni ufficiali della stagione 2017-2018.

## Stagione
Nella stagione 2017-2018 l'United Zurigo, allenato da André Ladner, concluse il campionato di Promotion League al 16º posto.

## Rosa
| N. |                       | Ruolo | Calciatore              |
| -- | --------------------- | ----- | ----------------------- |
|    | Svizzera (bandiera)   | P     | Joel Giger              |
|    | Italia (bandiera)     | P     | Andrea Guatelli         |
|    | Svizzera (bandiera)   | P     | Sven Schnell            |
|    | Austria (bandiera)    | P     | Dominik Schütz          |
|    | Svizzera (bandiera)   | P     | Muhamed Tahiri          |
|    | Turchia (bandiera)    | D     | Muaz Aydin              |
|    | Svizzera (bandiera)   | D     | Gianluca Calbucci       |
|    | Brasile (bandiera)    | D     | Daniel Negreiros        |
|    | Italia (bandiera)     | D     | Stefano Geri            |
|    | Svizzera (bandiera)   | D     | Robin Gloor             |
|    | Svizzera (bandiera)   | D     | Thomas Kargbo           |
|    | Italia (bandiera)     | D     | Luca Pipoli             |
|    | Svizzera (bandiera)   | D     | Danijel Stefanovic      |
|    | Kosovo (bandiera)     | D     | Driton Tahiri           |
|    | Camerun (bandiera)    | C     | Benoit Biba             |
|    | Portogallo (bandiera) | C     | Carlos Peixoto da Silva |
|    | Svizzera (bandiera)   | C     | Vernon Doe              |
|    | Albania (bandiera)    | C     | Adelajo Dulaj           |
|    | Spagna (bandiera)     | C     | Francisco Toimil        |

| N. |                      | Ruolo | Calciatore         |
| -- | -------------------- | ----- | ------------------ |
|    | Italia (bandiera)    | C     | Diego Giuffrida    |
|    | Canada (bandiera)    | C     | Domenic Lacroce    |
|    | Svizzera (bandiera)  | C     | Patrick Mäder      |
|    | Svizzera (bandiera)  | C     | Gianmarco Mazzilli |
|    | Svizzera (bandiera)  | C     | Stefano Milani     |
|    | Svizzera (bandiera)  | C     | Ismail Moubandje   |
|    | Svizzera (bandiera)  | C     | Alban Ramadani     |
|    | Finlandia (bandiera) | C     | Tomi Saarelma      |
|    | Svizzera (bandiera)  | C     | Nedim Sacirović    |
|    | Svizzera (bandiera)  | C     | Michael Siegfried  |
|    | Svizzera (bandiera)  | C     | Oruc Teke          |
|    | Germania (bandiera)  | C     | Erhan Yılmaz       |
|    | Svizzera (bandiera)  | A     | Indrit Dzaferi     |
|    | Svizzera (bandiera)  | A     | Kushtrim Dzaferi   |
|    | Italia (bandiera)    | A     | Michele Longo      |
|    | Svizzera (bandiera)  | A     | Evandeur Nsiala    |
|    | Austria (bandiera)   | A     | Godwill Padmore    |
|    | Italia (bandiera)    | A     | Thomas Schiavano   |

## Organigramma societario
Area tecnica
- Allenatore: André Ladner
- Allenatore in seconda: Scott Chipperfield
- Preparatore dei portieri:
- Preparatori atletici:

## Calciomercato

### Sessione estiva
| Acquisti | Acquisti              | Acquisti            | Acquisti |
| R.       | Nome                  | da                  | Modalità |
| -------- | --------------------- | ------------------- | -------- |
| P        | Alessio Bellante      | Chiasso             |          |
| A        | Gioele Franzese       | Chiasso             |          |
| D        | Thomas Kargbo         | Frauenfeld          |          |
| C        | Odilon da Cruz        | Edusport Academy    |          |
| C        | Lewis Tavares         | Servette U-21       |          |
| C        | Vernon Doe            | YF Juventus         |          |
| D        | Driton Tahiri         | Dulliken            |          |
| A        | Evandeur Nsiala       | Young Boys II       |          |
| P        | Christian Baumgartner | Sciaffusa           |          |
| D        | Robin Gloor           | Baden               |          |
| C        | Wissam Kassem         | Black Stars Basilea |          |
| C        | Domenic Lacroce       | Meiendorfer SV      |          |
| C        | Dejan Miljković       | Dietikon            |          |
| C        | Ismail Moubandje      | Blue Stars Zürich   |          |
| A        | Faria Simão           | Waterside           |          |
| C        | Oruc Teke             | Aarau II            |          |

| Cessioni | Cessioni         | Cessioni            | Cessioni |
| R.       | Nome             | a                   | Modalità |
| -------- | ---------------- | ------------------- | -------- |
| C        | Eldin Muharemi   | Cham                |          |
| D        | William Gerken   | Altach (A)          |          |
| A        | Philipp Allemann | Wettswil-Bonstetten |          |
| D        | Daniel Bétrisey  | YF Juventus         |          |
| A        | Bruno Brito      | Dardania Losanna    |          |
| D        | Antonio Dragusin | Höngg               |          |
| D        | Stefano Geri     | Kriens              |          |
| C        | Armand Loué      | YF Juventus         |          |
| A        | Joe Mukinisa     | YF Juventus         |          |
| C        | Neto             | Köniz               |          |
| C        | Marco Peduzzi    | Wettswil-Bonstetten |          |
| A        | Aleksandar Srdić | Wettswil-Bonstetten |          |
| D        | Thomas Temperli  | Wettswil-Bonstetten |          |
| D        | Claudio Thalmann | Wettswil-Bonstetten |          |
| D        | Paul Villano     | YF Juventus         |          |
| P        | Dragan Zivanovic | YF Juventus         |          |

### Sessione invernale
| Acquisti | Acquisti           | Acquisti      | Acquisti |
| R.       | Nome               | da            | Modalità |
| -------- | ------------------ | ------------- | -------- |
| P        | Dominik Schütz     | Imst          |          |
| A        | Michele Longo      | Battipagliese |          |
| C        | Gianmarco Mazzilli | Quarteirense  |          |
| C        | Michael Siegfried  | Aarau         |          |
| D        | Muaz Aydin         | Wohlen II     |          |
| D        | Gianluca Calbucci  | YF Juventus   |          |
| C        | Nedim Sacirović    | Wil           |          |
| A        | Thomas Schiavano   | Wil           |          |
| P        | Joel Giger         | Wettingen     |          |

| Cessioni | Cessioni              | Cessioni            | Cessioni |
| R.       | Nome                  | a                   | Modalità |
| -------- | --------------------- | ------------------- | -------- |
| D        | Lundrim Kaliki        | Kosova Zurigo       |          |
| A        | Christian Gasane      | Aarau II            |          |
| C        | Scott Bitsindou       | Javor Ivanjica      |          |
| A        | Faria Simão           | Thalwil             |          |
| C        | Odilon da Cruz        | Seligenporten       |          |
| C        | Lewis Tavares         | YF Juventus         |          |
| P        | Milan Anicic          | YF Juventus         |          |
| P        | Christian Baumgartner | Wettswil-Bonstetten |          |
| P        | Alessio Bellante      | Chiasso             |          |
| A        | Gioele Franzese       | Lugano              |          |
| C        | Dejan Miljković       | Wettswil-Bonstetten |          |

## Risultati

### Promotion League
| Arbitro: | Ghisletta |

|                         |           |           |
| Mäder 55’ Miljković 58’ | Marcatori | 52’ Adjei |

| Arbitro: | Hänggi |

|                                                    |           |  |
| Mejri 27’, 51’ (rig.) Kok 61’ Bavueza 70’ Soos 90’ | Marcatori |  |

| Arbitro: | Rothenfluh |

|                                                |           |                 |
| Stefanovic 35’ (rig.) Kassem 59’ Schiesser 87’ | Marcatori | 80’, 90’ Mbarga |

| Arbitro: | Wolfensberger |

|                                                               |           |           |
| Eleouet 7’ Cissé 15’, 33’ (rig.), 43’ N'Gindu 68’ Marazzi 90’ | Marcatori | 56’ Simão |

| Arbitro: | Piccolo |

|                                            |           |                      |
| Stefanovic 39’ (rig.) Miljković 86’ (rig.) | Marcatori | 3’, 12’, 48’ Rexhepi |

| Arbitro: | Turkes |

|                       |           |             |
| Gauthier 5’ Zeneli 6’ | Marcatori | 85’ Padmore |

| Arbitro: | Ljatifi |

|          |           |                             |
| Cruz 32’ | Marcatori | 14’ Huber 90’ (rig.) Riedle |

| Arbitro: | Piccolo |

|                                                                     |           |  |
| Tahiri 18’ (aut.) Guto 36’ Boillat 77’ Huvos 84’ Miani 88’ Neto 90’ | Marcatori |  |

| Arbitro: | Cibelli |

|                       |           |                                        |
| Stefanovic 63’ (rig.) | Marcatori | 10’ Siegrist 49’ (rig.), 69’ Seferagic |

| Arbitro: | Gianforte |

|             |           |  |
| Fargues 44’ | Marcatori |  |

| Arbitro: | Piccolo |

|             |           |                                         |
| Tavares 21’ | Marcatori | 4’, 28’ Scherer 59’ Gasser 90’ Trachsel |

| Arbitro: | Roth |

|                           |           |                                              |
| Miljković 24’ Tavares 86’ | Marcatori | 55’, 76’, 84’ Franjic 89’ Hurter 90’ Konopek |

| Arbitro: | Wolfensberger |

|                                                   |           |  |
| Manzambi 57’ Rashiti 58’ Ibderdemaj 83’ Heric 90’ | Marcatori |  |

| Arbitro: | Ghisletta |

|  |           |                                                             |
|  | Marcatori | 17’ (rig.) Morelli 27’ Zuffi 45’, 66’, 90’ Causi 84’ Schmid |

| Arbitro: | Skalonja |

|                                    |           |  |
| Almeida 14’ Dimarco 22’ Karlen 83’ | Marcatori |  |

#### Girone di ritorno
| Arbitro: | Superczynski |

|                                      |           |         |
| Parapar 11’, 30’ Kasaï 35’, 80’, 83’ | Marcatori | 7’ Cruz |

| Arbitro: | Bosnic |

|              |           |                    |
| Miljković 8’ | Marcatori | 29’ Danner 61’ Kok |

| Basilea 28 marzo 2018, ore 20:00 CEST 18ª giornata | Old Boys Basilea | 0 – 0 referto | Utd Zurigo | Stadion Schützenmatte (133 spett.)\| Arbitro: \| Ovcharov \| |
| Arbitro:                                           | Ovcharov         |               |            |                                                              |

| Arbitro: | von Mandach |

|  |           |                                  |
|  | Marcatori | 77’ Lusuena 86’ Rushenguziminega |

| Arbitro: | Horisberger |

|                                                   |           |                   |
| Furrer 27’ Haile-Selassie 38’ Ndau 65’ Kouamé 82’ | Marcatori | 83’, 88’ Ramadani |

| Arbitro: | Turkes |

|              |           |  |
| Ramadani 85’ | Marcatori |  |

| Arbitro: | Staubli |

|                          |           |                                         |
| Abegglen 45’ (rig.), 73’ | Marcatori | 56’ Siegfried 59’ (rig.) Yılmaz 90’ Doe |

| Zurigo 7 aprile 2018, ore 16:00 CEST 23ª giornata | Utd Zurigo | 0 – 0 referto | Köniz | Sportanlage Buchlern (148 spett.)\| Arbitro: \| Gut \| |
| Arbitro:                                          | Gut        |               |       |                                                        |

| Arbitro: | Brunner |

|                                      |           |                 |
| Chihadeh 28’ Fanger 47’ Ramadani 49’ | Marcatori | 73’, 88’ Nsiala |

| Arbitro: | Schärli |

|                   |           |                    |
| Yılmaz 18’ (rig.) | Marcatori | 6’ Peralta 31’ Kok |

| Arbitro: | Morais |

|                        |           |            |
| Trachsel 8’ Herger 90’ | Marcatori | 87’ Yılmaz |

| Arbitro: | Rosset |

|                                                        |           |            |
| Colic 19’ Franjic 28’ Konopek 34’, 44’ Kehrli 53’, 79’ | Marcatori | 65’ Nsiala |

| Arbitro: | Superczynski |

|            |           |                          |
| Yılmaz 75’ | Marcatori | 14’ Malinowski 86’ Conus |

| Arbitro: | Morais |

|                                              |           |                                            |
| Tavares 11’ Colocci 32’ Causi 60’ Salija 88’ | Marcatori | 20’ Ramadani 53’ Yılmaz 64’, 78’ Schiavano |

| Arbitro: | Piccolo |

|                 |           |                        |
| Nsiala 36’, 76’ | Marcatori | 45’ Theler 82’ Almeida |

## Statistiche

### Statistiche di squadra
| Competizione     | Punti | In casa | In casa | In casa | In casa | In casa | In casa | In trasferta | In trasferta | In trasferta | In trasferta | In trasferta | In trasferta | Totale | Totale | Totale | Totale | Totale | Totale | DR  |
| Competizione     | Punti | G       | V       | N       | P       | Gf      | Gs      | G            | V            | N            | P            | Gf           | Gs           | G      | V      | N      | P      | Gf     | Gs     | DR  |
| ---------------- | ----- | ------- | ------- | ------- | ------- | ------- | ------- | ------------ | ------------ | ------------ | ------------ | ------------ | ------------ | ------ | ------ | ------ | ------ | ------ | ------ | --- |
| Promotion League | 16    | 15      | 3       | 2       | 10      | 18      | 36      | 15           | 1            | 2            | 12           | 16           | 53           | 30     | 4      | 4      | 22     | 34     | 89     | -55 |
| Totale           | 16    | 15      | 3       | 2       | 10      | 18      | 36      | 15           | 1            | 2            | 12           | 16           | 53           | 30     | 4      | 4      | 22     | 34     | 89     | -55 |

### Andamento in campionato
| Giornata  | 1 | 2  | 3 | 4 | 5  | 6  | 7  | 8  | 9  | 10 | 11 | 12 | 13 | 14 | 15 | 16 | 17 | 18 | 19 | 20 | 21 | 22 | 23 | 24 | 25 | 26 | 27 | 28 | 29 | 30 |
| --------- | - | -- | - | - | -- | -- | -- | -- | -- | -- | -- | -- | -- | -- | -- | -- | -- | -- | -- | -- | -- | -- | -- | -- | -- | -- | -- | -- | -- | -- |
| Luogo     | C | T  | C | T | C  | T  | C  | T  | C  | T  | C  | C  | T  | C  | T  | T  | C  | T  | C  | T  | C  | T  | C  | T  | C  | T  | T  | C  | T  | C  |
| Risultato | V | P  | V | P | P  | P  | P  | P  | P  | P  | P  | P  | P  | P  | P  | P  | P  | N  | P  | P  | V  | V  | N  | P  | P  | P  | P  | P  | N  | N  |
| Posizione | 4 | 12 | 6 | 8 | 12 | 14 | 16 | 16 | 16 | 16 | 16 | 16 | 16 | 16 | 16 | 16 | 16 | 16 | 16 | 16 | 16 | 16 | 16 | 16 | 16 | 16 | 16 | 16 | 16 | 16 |

Legenda:

Luogo: C = Casa; T = Trasferta. Risultato: V = Vittoria; N = Pareggio; P = Sconfitta.

### Statistiche dei giocatori
| M. Anicic      | 5  | 0 | 0 | 0 |
| M. Aydin       | 1  | 0 | 0 | 0 |
| C. Baumgartner | 11 | 0 | 0 | 1 |
| A. Bellante    | 1  | 0 | 0 | 0 |
| B. Biba        | 3  | 0 | 1 | 0 |
| G. Calbucci    | 13 | 0 | 1 | 0 |
| O. Cruz        | 9  | 2 | 1 | 0 |
| V. Doe         | 11 | 1 | 1 | 0 |
| A. Dulaj       | 0  | 0 | 0 | 0 |
| I. Dzaferi     | 2  | 0 | 0 | 0 |
| K. Dzaferi     | 13 | 0 | 0 | 0 |
| G. Franzese    | 3  | 0 | 0 | 1 |
| C. Gasane      | 12 | 0 | 3 | 0 |
| S. Geri        | 11 | 0 | 4 | 0 |
| J. Giger       | 0  | 0 | 0 | 0 |
| D. Giuffrida   | 5  | 0 | 1 | 0 |
| R. Gloor       | 15 | 0 | 3 | 0 |
| A. Guatelli    | 10 | 0 | 1 | 0 |
| L. Kaliki      | 5  | 0 | 1 | 0 |
| T. Kargbo      | 16 | 0 | 0 | 0 |
| W. Kassem      | 9  | 1 | 5 | 0 |
| D. Lacroce     | 9  | 0 | 1 | 0 |
| M. Longo       | 4  | 0 | 0 | 1 |
| G. Mazzilli    | 0  | 0 | 0 | 0 |
| S. Milani      | 26 | 0 | 7 | 0 |
| D. Miljković   | 16 | 4 | 3 | 0 |
| I. Moubandje   | 7  | 0 | 2 | 0 |
| P. Mäder       | 14 | 1 | 2 | 0 |
| D. Negreiros   | 1  | 0 | 0 | 0 |
| E. Nsiala      | 9  | 5 | 0 | 0 |
| G. Padmore     | 8  | 1 | 0 | 0 |
| L. Pipoli      | 6  | 0 | 1 | 0 |
| A. Ramadani    | 15 | 4 | 3 | 1 |
| T. Saarelma    | 13 | 0 | 1 | 0 |
| N. Sacirović   | 9  | 0 | 1 | 0 |
| T. Schiavano   | 13 | 2 | 1 | 0 |
| T. Schiesser   | 6  | 1 | 1 | 0 |
| S. Schnell     | 1  | 0 | 0 | 0 |
| D. Schütz      | 3  | 0 | 0 | 0 |
| M. Siegfried   | 13 | 1 | 1 | 0 |
| C. Silva       | 0  | 0 | 0 | 0 |
| F. Simão       | 9  | 1 | 1 | 0 |
| D. Stefanovic  | 28 | 3 | 8 | 0 |
| D. Tahiri      | 5  | 0 | 0 | 1 |
| M. Tahiri      | 0  | 0 | 0 | 0 |
| L. Tavares     | 10 | 2 | 0 | 0 |
| O. Teke        | 14 | 0 | 3 | 0 |
| F. Toimil      | 8  | 0 | 1 | 1 |
| E. Yılmaz      | 13 | 5 | 0 | 0 |